# Stipa ventanicola
Stipa ventanicola là một loài thực vật có hoa trong họ Hòa thảo. Loài này được Cabrera & Torres miêu tả khoa học đầu tiên năm 1968.